# NGC 135
NGC 135 je galaksija u zviježđu Kit.

## Vanjske poveznice
- SEDS: NGC 0135